# Alexander Kluge
Alexander Kluge (Halberstadt (Alemanya), 14 de febrer de 1932) és director de cinema i escriptor alemany.
Amb cinquanta-cinc films, gairebé tres mil programes de televisió, una abundant obra literària i diversos assajos de teoria política i història del cine, els seus posicionaments influeixen des de fa més de mig segle la vida pública alemanya i europea. Hereu del marxisme il·lustrat de l'«Escola de Frankfurt», però a la vegada ferm continuador de l'esperit col·lectivista dels anys seixanta i setanta, els projectes de Kluge busquen l'obertura i sostenibilitat d'espais d'ús comunitari, «jardins de cooperació enmig de la jungla informativa», segons les seves pròpies paraules.

## Filmografia
- Gelegenheitsarbeit einer Sklavin, 1973, direcció i guió.
- Abschied von gestern
- Die Artisten in der Zirkuskuppel: ratlos
- Die Unbezähmbare Leni Peikert
- Der Große Verhau
- Willi Tobler und der Untergan der 6. Flotte
- In Gefahr und größter Not bringt der Mittelweg den Tod
- Der starke Ferdinand
- Deutschland in Herbst
- Die Patriotin
- Krieg und Frieden
- Der Kandidat
- Die Macht der Gefühle
- Serpentine Gallery Program
- Der Angriff der Gegenwart auf die übrige Zeit
- Vermischte Nachrichten
- Der Eiffelturm, King Kong und die weiße Frau
- Mann ohne Kopf
- Im Rausch der Arbeit
- Abschied von der sicheren Seite des Lebens
- Liebe macht hellsichtig
- Die siamesische Hände
- Krieg ist das Ende aller Pläne
- Woher wir kommen, wohin wir gehen
- Freiheit für die Konsonanten
- Grenzfälle der Schadensregulierung
- Das Kraftwerk der Gefühle
- Dinsterlinge singen Baß
- Die poetische Kraft der Theorie
- Alle Gefühle glauben an einen glücklichen Ausgang
- Nachrichten aus der ideologischen Antike